# Visconde de Ferreira de Lima
Visconde de Ferreira de Lima é um título nobiliárquico criado por D. Luís I de Portugal, por Decreto de 15 de Janeiro de 1880, em favor de José António Ferreira de Lima.
Titulares
1. José António Ferreira de Lima, 1.º Visconde de Ferreira de Lima;
2. Francisco de Campos Ferreira de Lima, 2.º Visconde de Ferreira de Lima.

Após a Implantação da República Portuguesa, e com o fim do sistema nobiliárquico, usaram o título: 
1. José de Amorim Ferreira de Lima, 3.º Visconde de Ferreira de Lima;
2. Francisco José de Tavares Ferreira de Lima, 4.º Visconde de Ferreira de Lima;
3. José Manuel de Anciães Ferreira de Lima, 5.º Visconde de Ferreira de Lima.